# Listrac-Médoc
Listrac-Médoc è un comune francese di 2 341 abitanti situato nel dipartimento della Gironda nella regione della Nuova Aquitania.

## Società

### Evoluzione demografica
Abitanti censiti